# Sibutramină
Sibutramina este un medicament anorexigen, un inhibitor al neurotransmițătorilor care reduce asimilarea de serotonină (cu 53%), norepinefrină (cu 54%) și dopamină (cu 16%), crescând nivelul acestor substanțe în sinapsele neurale și inducând senzația de sațietate, influențând apetitul.
Substanța a fost asociată cu o creștere accidentelor vasculare cerebrale și prin urmare substanța a fost retrasă de pe piața mai multor țări și regiuni precum Australia, Canada, China, Uniunea Europeană (UE), Hong Kong, India, Mexic, Thailanda, Regatul Unit al Marii Britanii și al Irlandei de Nord, și în SUA.